# Obitelj Simpson
Obitelj Simpson je obitelj čiji se članovi pojavljuju kao glavni likovi u američkoj TV seriji Simpsoni. Članovi uže obitelji su Homer, Marge, Bart, Lisa i Maggie. Oni žive u Evergreen Terraceu 742 u imaginarnom gradu Springfieldu, SAD, a njihov je telefonski broj (939) 555-0113.

## Uža obitelj
- Homer J. Simpson, otac
- Marjorie "Marge" Bouvier Simpson, majka
- Bartholomew Jo-Jo "Bart" Simpson, najstarije dijete
- Lisa Marie Simpson, srednje dijete
- Margaret "Maggie" Simpson, najmlađe dijete

## Kućni ljubimci
Dva kućna ljubimca koja igraju najveću ulogu u seriji su Božićnjakov mali pomoćnik, pas kojeg su Simpsoni posvojili u prvoj epizodi serije, i niz mačaka koje nose ime Pahuljica.
Također, u vlasništvu obitelji našlo se i nekoliko različitih ribica, kornjača i hrčaka, iako ni jedna od tih životinja nije bila važan dio glavne radnje; obično se radi o usputnim šalama ili sporednim radnjama.
- Hrčci: U epizodi "Duffless" Lisa kupuje hrčka. Kasnije u epizodi, Bart također posjeduje smeđeg hrčka. Lisa i u epizodi "Don't Fear the Roofer" ima smeđeg hrčka.
- Ribice: Obitelj je posjedovala nekoliko ribica (obično zlatnih ribica) u nekoliko epizoda, ali različiti članovi obitelji nekoliko puta spominju ribice, u epizodama "Rosebud", "Lisa Gets an 'A'", "Little Big Mom" i "I, D'oh-Bot".
- Kornjače: U epizodi "Lisa on Ice", Homer vraća Bartu njegovu kornjaču.  To je posljednji put da je posebno prikazana ili spomenuta neka kornjača. U "Don't Fear the Roofer", Bart ima mrtvu kornjaču za koju kaže da ju je tek našao, a u "Treehouse of Horror XVII" Homer kaže Bartu da je pao na Bartovu kornjaču.
- Žabe: Bart ima žabu u boci u epizodi "The Crepes of Wrath". U epizodi "Bart vs. Australia" pustio je žabu na slobodu u Australiji.

ostale životinje koje su Simpsoni posjedovali:
- Cinnamon, zamorac (Margein kućni ljubimac iz djetinjstva)
- Snuffy, hrčak
- Pinchy, jastog, u Lisa Gets an "A".
- Laddie, pas, u The Canine Mutiny
- Mojo, majmun, u Girly Edition.
- Duncan, konj, u Saddlesore Galactica
- Princess, konj, u Lisa's Pony
- Stampy, slon, u Bart Gets an Elephant
- Chirpy Boy i Bart Jr., gušteri, u Bart the Mother
- 25 štenaca Božićnjakovog malog pomoćnika
- She's the Fastest (Ona je najbrža), majka 25 štenaca
- Nepoznat broj štenaca iz legla Božićnjakovog malog pomoćnika i psa Dr. Hibberta
- Bart Junior, žaba.

## Šira obitelj
- Abraham Jay "Grampa" Simpson (Dan Castellaneta), Homerov otac
- Mona J. Simpson (Glenn Close), Homerova majka
- Jacqueline Emily "Jackie" Bouvier (Julie Kavner), Margeina majka
- Clancy Bouvier (Harry Shearer), Margein otac, preminuo
- Patricia "Patty" Bouvier (Julie Kavner), Margeina sestra, Selmina blizanka
- Selma Bouvier Terwilliger Hutz McClure Stu (Julie Kavner), Margeina sestra, Pattyina blizanka
- Ling Bouvier, Selmina posvojena kćer
- Herbert Anthony "Herb" Powell (Danny DeVito), Homerov polubrat
- Gladys Bouvier (Julie Kavner), Margeina teta, preminula
- Abbie Simpson, Homerova polusestra iz Velike Britanije
- Amber, Homerova supruga iz Las Vegasa, preminula
- Orville Simpson, Homerov djed, preminuo
- Maggie Junior, Maggiena kći (u alternativnoj budućnosti)
- Ujak Arthur, najvjerojatnije Margein brat
- Ujak Hubert, preminuo
- Ujak Tyrone, Homerov ujak koji živi u Daytonu, Ohio, vjerojatno preminuo
- Pra ujak Cyrus, stariji brat Abrahama Simpsona
- Pra teta Hortense, jedna od Margeinih pra teta, preminula
- Pra ujak Boris, preminuo
- Frank, "Lisa's First Word", Homerov rođak (sada poznat kao Majka Shabubu)
- Razni neimenovani rođaci Simpsonovih
- Razni neimenovani rođaci Bouvierovih, uključujući ujaka i baku
- Stanley, rođak u drugom koljenu
- Pra ujak Chet
- Doktorica Simpson